# جون ماكارثر (رائد صناعة صوف)
جون ماكارثر (بالإنجليزية: John Macarthur)‏ (1767-10 أبريل 1834) هو ضابط في الجيش البريطاني ورجل أعمال وسياسي ومهندس ورائد في مجال التسوية في أستراليا. يُعرف ماكارثر بأنه رائد في صناعة الصوف التي كانت مزدهرة في أستراليا في أوائل القرن التاسع عشر وأصبحت علامة تجارية للأمة. يشتهر بأنه كان المهندس المعماري لمنزله الذي عُرف باسم إليزابيث فارم التابع لمدينة باراماتا في سيدني، وأنه الرجل الذي كلف المهندس جون فيرغ بتصميم مزرعة كامدن بارك في كامدن في نيو ساوث ويلز. كان له دور فعال في إثارة التمرد وتنظيمه ضد الحكومة الاستعمارية بما يوضع غالبًا تحت مسمى «تمرد الرَّمَ».

## النشأة والحياة الشخصية
وُلد ماكارثر بالقرب من مدينة بليموث في إنجلترا، وهو الابن الثاني لألكسندر ماكارثر الذي فر إلى جزر الهند الغربية بعد انتفاضة اليعاقبة عام 1745 قبل أن يعود ويعمل تاجرًا لقماش الكتان وبائع نعال كما ذكرت بعض الروايات. لا أحد يعلم تاريخ ميلاده بشكل دقيق، ولكن من المعروف أنه سُجِّل في سبتمبر في عام 1767.
تزوج جون وإليزابيث ماكارثر في أكتوبر في عام 1788، ثم أبحرا بعد ذلك إلى المستعمرة الجديدة بعد انضمام جون إلى كتيبة نيو ساوث ويلز في عام 1789. أنجبت إليزابيث ابنة في الرحلة إلى المستعمرة الجديدة ولكنها لم تنجُ. أنجب جون وإليزابيث ماكارثر، وبعدها أربعة أبناء: جون وإدوارد وجيمس (1798) وويليام (1800)، وذلك بالإضافة إلى ولدين وابنتين آخرين وُلدا في منزل العائلة (إليزابيث فارم).

## مهنة عسكرية
كُلِّف جون ماكارثر في عام 1782 قائدًا في كتيبة فيش، وهي فوج من الجيش البريطاني تشكل للخدمة في حرب الاستقلال الأمريكية. انتهت الحرب قبل أن يكون الفوج جاهزًا للإبحار وحُلّ في عام 1783. ذهب ماكارثر للعيش بنصف الأجر في مزرعة بالقرب من هولسوورثي في ديفون، حيث تابع برنامجًا للتعليم الذاتي، واهتم بالمهن الريفية. استخدم ماكارثر أوقات فراغه خلال السنوات الخمس المقبلة في السفر والقراءة وربما التفكير في مستقبل يتضمن وجوده في هيئة المحامين. عاد ماكارثر بعد ذلك إلى الخدمة العسكرية كاملة الأجر في أبريل في عام 1788 حيث كُلِّف برتبة ملازم في فوج مشاة دورهام الخفيفة، وهو فوج تمركز في جبل طارق منذ عام 1785. أسفرت المفاوضات اللاحقة مع مكتب الحرب عن اعتماد موقع بديل لسيدني البعيدة مع كتيبة نيو ساوث ويلز في عام 1789.

### الأسطول الثاني
أبحر ماكارثر على متن سفينة نبتون في الأسطول الثاني التي تُعتبر «أسوأ سفينة في أسوأ الأساطيل الأسترالية». دخل ماكارثر في بعض النزاعات مع بعض الأفراد على متن السفينة قبل أن تغادر نبتون الجزر البريطانية، فدخل في قتال مبارزة مع الكابتن غيلبرت سيد سفينة نبتون. أثارت أماكن الإقامة المزدحمة والقذرة التي عاش فيها كل من زوجته وابنه الرضيع على متن السفينة نبتون المزيد من النزاعات.

### النزول في مستعمرة نيو ساوث ويلز
وصل ماكارثر إلى سيدني في عام 1790 وهو يحمل رتبة ملازم، وعُيِّن قائداً في باراماتا. منح القائم بأعمال الحاكم -الرائد فرانسيس غروس- ماكارثر 40 هكتارًا (100 فدان) من الأراضي في ضاحية روز هيل بالقرب من باراماتا في فبراير في عام 1793. حصل على 40 هكتارًا إضافيًا في أبريل في عام 1794؛ لكونه أول رجل ينظف ويزرع 20 هكتارًا (50 فدانًا) من الأراضي. أطلق على مزرعته اسم إليزابيث فارم تكريمًا لزوجته إليزابيث ماكارثر. بدأ غروس بالاعتماد على مهارات ماكارثر الإدارية، وعينه أمين خزينة الفوج ومشرفًا على الأشغال العامة. استقال ماكارثر في عام 1796 من جميع مناصبه.
كان ماكارثر رجلاً جدليًا، فتشاجر مع العديد من جيرانه والمحافظين المتعاقبين. شارك في حملة تزعم عدم فعالية الحاكم هانتر وأنه عبد للرَّمّ. أجبرت هذه الادعاءات هانتر على الرد على التهم؛ ما أدى إلى استدعائه إلى إنجلترا حيث كافح لاستعادة سمعته.
ألغى الحاكم كينغ في يوليو في عام 1801 الحكم بالسجن لمدة عام واحد الذي حُكم على الملازم جيمس مارشال التابع لإيرل كورنواليس، والذي اتُهم بالاعتداء على ماكارثر والنقيب أبوت أثناء التحقيق في سرقة ما. أحال كينغ القضية للمحاكمة في إنجلترا على أساس رفض المحكمة لسماع اعتراض مارشال على ضابط في كتيبة نيو ساوث ويلز. رأى ماكارثر هذا إهانة، وحاول تنظيم مقاطعة اجتماعية صغيرة للحاكم كينغ. رفض رئيسه العقيد باترسون المشاركة في هذه المقاطعة، فاستخدم ماكارثر الأمور الشخصية لمحاولة ابتزازه. أدى ذلك إلى نشوب تحدِ بين باترسون ومكارثر في مبارزة أصيب فيها باترسون بجروح بالغة في الكتف. اعتقل الحاكم ماكارثر، ثم أطلق سراحه وعينه قائدًا في جزيرة نورفولك؛ لمحاولة تخفيف حدة الأمور. رفض ماكارثر الامتثال وطالب بمحاكمة عسكرية من قبل زملائه الضباط، فأرسله كينغ إلى إنجلترا للمحاكمة على الرغم من معرفته بعدم أهميتها.

### العودة إلى إنجلترا والاستقالة من منصب القيادة
أبحر ماكارثر على متن سفينة هانتر وغادر سيدني في نوفمبر في عام 1801. أرسل الحاكم هانتر برقية «كبيرة جدًا» على متن نفس السفينة يستنكر فيها ماكارثر. فُقدت هذه البرقية خلال الرحلة. يقول إيفات في عمله بعنوان «تمرد الرَّمّ» إنه كان لدى ماكارثر دافع قوي لسرقة البرقية وتدميرها. يستنتج إيفات أن مكارثر، أو بعض المقربين منه، كانوا مسؤولين عن السرقة.
قضت المحاكم بعد عام واحد عند وصول ماكارثر إلى إنجلترا بأنه يجب محاكمة الأمر في سيدني حيث كانت جميع الأدلة والشهود. وبخ الأمير فريدريك دوق يورك وألباني والقائد الأعلى للجيش البريطاني- كينغ لفشله في التعامل مع الأمر بنفسه، ولكنه أكد على أوامر كينغ بإطلاق سراح ماكارثر ونقله إلى جزيرة نورفولك. استقال ماكارثر من عمله لتجنب استلام المنصب، وعاد في نهاية المطاف إلى سيدني في عام 1805 بعد غياب دام أربع سنوات تقريبًا؛ لإدارة أعماله مواطنًا متمتعًا بالخصوصية.

## الحياة اللاحقة
كرس ماكارثر نفسه للزراعة عند عودته إلى نيو ساوث ويلز. تمتع الصوف بمزايا رائعة بصفته صناعة في نيو ساوث ويلز؛ التي احتاجت إلى سلعة لا تفسد أثناء رحلاتها الطويلة في البحر؛ نظرًا لبعدها عن الأسواق الأوروبية التي أعطت قيمة عالية لكل وحدة وزن. امتلك الصوف أيضًا سوقًا جاهزة في إنجلترا نظرًا لأن الحروب النابليونية قد زادت الطلب عليه وأبعدت صنّاع القماش الإنجليز عن مصدرهم التقليدي للصوف الجيد في إسبانيا. سرعان ما جعل تصدير الصوف ماكارثر أغنى رجل في نيو ساوث ويلز. منحته جمعية الفنون في لندن في عام 1822 ميداليتين لتصدير 150 ألف رطل من الصوف إلى إنجلترا، ولزيادة جودة الصوف باعتماده على أجود أنواع خراف ساكسون مرينو.
أنشأ ماكارثر أول كرم تجاري في أستراليا. استورد نباتات الكرمة عندما عاد إلى نيو ساوث ويلز في عام 1817 التي نجح في زراعتها في كامدن بارك. كان مستثمرًا مؤسسًا في كل من شركة الزراعة الأسترالية (لندن 1824) وبنك أستراليا (1826). منعه تورطه في تمرد الرَّمَ من تعيينه قاضيًا في عام 1822، ولكنه ترشح في عام 1825 للمجلس التشريعي في نيو ساوث ويلز حيث عمل حتى عام 1832 عندما أُزيل منصبه بسبب اضطراب صحتة العقلية. أُعلن أنه مجنون في وقت لاحق من ذلك العام ووُضع تحت الحجز في منزله في كامدن.
توفي جون ماكارثر في كامدن في 10 أبريل في عام 1834. استمر أحفاده في التأثير في نيو ساوث ويلز لسنوات عديدة.

## الإرث

ورقةمن فئة اثنان دولار أسترالي عليها صورة ماكارثر.

كُرِّم ماكارثي بواسطة طابع بريدي يحمل صورته صدر في الذكرى المئوية لوفاته في عام 1934 (إلى جانب كبش مرينو) تقديرًا لمساهمته في الزراعة الأسترالية.
سُمي قطاع ماكارثر بهذا الاسم تقديرًا لجون وإليزابيث ماكارثر في عام 1949.
ظهرت صورة جون ماكارثر وكبش مرينو على ورقة الدولار الأسترالي النقدية من فئة دولارين والتي صدرت لأول مرة في عام 1966 وتوقفت التداول بها منذ ذلك الوقت.
وُضع منزل ماكارثي الذي عُرف باسم إليزابيث فارم ومزرعة كامدن بارك في سجل ولاية نيو ساوث ويلز للتراث. ما تزال هذه الممتلكات متاحة أيضا للسياح.

## وصلات خارجية
- منزل كامدن بارك – مجلس كامدن (بالإنجليزية)